# Contragestion
La contragestion (contraction de contra-gestation) désigne un mode d'action des méthodes de contrôle des naissances, défini par une intervention empêchant la nidation après le stade de la conception de l'embryon, c'est-à-dire après formation de la cellule-œuf par fécondation d'un ovule par un spermatozoïde.[réf. nécessaire]
Bien que souvent utilisés comme synonymes dans le langage courant[réf. nécessaire], la contragestion peut être distinguée de la contraception qui, elle, intervient pour empêcher la fécondation de l'ovocyte. 

## Méthodes

### Médicament anti-progestatif
La mifépristone, médicament anti-progestatif utilisé pour l'avortement, est appelée pilule contragestive sous l'impulsion d'Étienne-Émile Baulieu, qui étend l'action de la contragestion jusqu'après la nidation de l'œuf,,,, celle-ci agissant le plus souvent après la conception.

### Pilule du lendemain
La pilule du lendemain (Lévonorgestrel) combine une action contraceptive (qui est sans effet si la fécondation a déjà eu lieu lorsque la pilule est prise) et une action contragestive.

### Dispositif intra-utérin
Les dispositifs intra-utérins, tout comme les contraceptifs oraux par exemple, peuvent agir sur la progression des spermatozoïdes et sur la nidation,. Ainsi, outre un léger effet contraceptif, ils ont également un fort effet contragestif. Les premiers scientifiques à s'intéresser à cette nouvelle méthode sont Edmond Rosolen et Paul Kerbrat en 1985, ce qui aboutira à la création de la nouvelle molécule en 1989.[réf. nécessaire]

## Controverse
Certaines associations du mouvement « pro-vie » s'opposent à cette forme de contrôle des naissances, considérant que la vie d'un individu commence dès la conception.